# Creta et Cirenaica
Creta et Cyrenaica a fost o provincie senatorială a Imperiului Roman creată în 20 î.Hr. Provincia cuprindea insula Creta și regiunea Cirenaica din nordul Africii.
Marcus Antonius Creticus a atacat Creta în 71 î.Hr., dar a fost respins. Roma l-a trimis pe Quintus Caecilius Metellus cu trei legiuni pe insulă. După campania de trei ani, Creta a fost cucerită de Roma în 69 î.Hr., Metellus a primit titlul "Creticus" pentru eforturile depuse.  Orașul Gortyn nu s-a opus ocupației romane, devenind capitala provinciei Creta et Cyrenaica.